# Pavinec horský
Pavinec horský (Jasione montana) je rostlina z čeledi zvonkovitých.

## Popis
Jednoletá nebo dvouletá bylina s přímou nebo vystoupavou lodyhou, až 20 cm vysokou, celkově řídce chlupatá. Listy jsou zvlnělé, úzké, po okrajích kadeřavé a vroubkované. Vrcholové části lodyhy nesou kulovitá květenství. Jednotlivé drobné květy mají modrou barvu. Vzácně se vyskytuje i bílá a růžová.

## Rozšíření
Evropa vyjma nejsevernějších částí a severní Afrika.

## Výskyt
Preferuje nevápnité půdy na slunných, písčitých, kamenitých nebo skalnatých stanovištích, kde nenachází přílišnou konkurenci ostatních rostlin. V první fázi kvete od června do července.